# Mehaigne
Die Mehaigne ist ein linksseitiger Nebenfluss der Maas in Belgien. Auf einer Länge von 59 Kilometern fließt sie von ihrer Quelle bei Saint-Denis, einem Ortsteil von La Bruyère, einer Gemeinde der Provinz Namur im wallonischen Teil Belgiens zu ihrer Mündung in die Maas bei Wanze, etwa 26 km südwestlich von Lüttich. Zusammen mit ihrem Zufluss Burdinale bildet ihr Tal den Naturpark „Täler der Burdinale und Mehaigne“, einem 110 km² Naturgebiet der Provinz Lüttich.